# スモーカーズ・フェイス
スモーカーズ・フェイス（英: smoker's face）は多くの喫煙者の顔に起きる特徴的変化を指して、医師が使用する用語である。
その一般的外観は顔の急速老化であり、顔のシワと血色の悪さに特徴的な症状が見られる。
2001年のイギリスBBCの報道において、女性における喫煙の害やリスクの認知が低いとする報道の中で22歳の双子姉妹であるケリーとカースティに40歳の時の予想される老化のメイク写真が掲載された。
アメリカ国立衛生研究所により公表された研究の概要が明らかにするところでは、10年間喫煙した喫煙者のおよそ8%の顔に一定の特徴が出現し、これらと同様の特徴はある制御下の非喫煙者グループにはなかった。
「スモーカーズ・ラインズ」（smoker's lines / smokers' lines / smokers lines）と呼ぶタバコの喫煙や太陽による日焼けにより唇周辺に刻まれる垂直線があるとディスカバリー・コミュニケーションズ傘下のサイトであるhowstuffworks.comが記事にしている。